# Илык, Роман Романович
Роман Романович Илык (укр. Роман Романович Ілик; род. 14 ноября 1963, Борислав, Львовская область) — украинский политик и медик. Народный депутат Украины. Член партии Всеукраинское объединение «Батькивщина» с 2005 года, глава её Львовской областной организации с июля 2010 года.

## Образование
Учился в СШ № 2 г. Дрогобыч, с отличием окончил Бориславское медицинское училище, Ивано-Франковский государственный медицинский университет, учился в Киевской медицинской академии последипломного образования (1995—1999).
Кандидат медицинских наук, доцент, заканчивает докторантуру. Опубликовал более 50 научных работ. Автор 6 рационализаторских предложений, 2 патентов Украины об изобретениях.

## Карьера
1987—1991 — врач-стоматолог в Дрогобычской стоматологической поликлинике.
1991—2001 — заведующий ортопедическим отделением в Дрогобычской стоматологической поликлинике.
2001—2009 — ассистент, доцент кафедры ортопедической стоматологии Львовского национального медицинского университета им. Даниила Галицкого.

## Политическая деятельность
Роман Илык был активным участником Оранжевой революции 2004 года. Вместе с коллективом стоматологической клиники, которую в то время возглавлял, ездил на Майдан Независимости, оказывал посильную финансовую помощь для нужд революции.
2006 — был избран депутатом Львовского облсовета по списку БЮТ, член постоянной депутатской комиссии по вопросам образования и науки.
2009—2010 — первый заместитель председателя Львовского областного совета.
2010—2012 — помощник-консультант народного депутата Украины.
На парламентских выборах 2012 года был избран народным депутатом Украины от партии Всеукраинское объединение «Батькивщина» по одномандатному мажоритарному избирательному округу № 121. По результатам голосования одержал победу набрав 49,11 % голосов избирателей. В Верховной Раде стал первым заместителем Председателя Комитета по вопросам здравоохранения.
На досрочных парламентских выборах 2014 года по 121 округу занял 3-е место, набрав 16,26 % голосов избирателей.

## Семья
Жена Ирина — педагог. Старшая дочь Елена — врач, несколько лет назад Роман Илык передал ей семейный бизнес — стоматологическую клинику «Рома». Средняя дочь — Романия. Младшая — Арета.